# Cristiano Caccamo
Cristiano Caccamo (Taurianova, 21 marzo 1989) è un attore italiano.

## Biografia
Nasce in Calabria, a Taurianova. Figlio del poeta e scrittore Michele Caccamo, all'età di 15 anni lascia il paese natio per trasferirsi in un convitto ad Assisi, in Umbria.
È diplomato al Centro sperimentale di cinematografia. Nel 2010 esordisce a teatro nell'opera Ciechi dove interpreta un ruolo minore. Nel 2013 è protagonista di un programma, Anastasia Love Dance, dove interpreta uno degli amici della protagonista.
Nel 2014 prende parte a La vita oscena (film) di Renato De Maria. Il suo primo film da protagonista è Cenere, uscito nel 2014, dove interpreta Julien, un artista di strada ribelle.
Il debutto televisivo arriva nel 2015, prima con Questo è il mio paese, dove interpreta Cosimo, figlio di un latitante, e poi ne Il paradiso delle signore di Monica Vullo, dove interpreta Quinto, un timido magazziniere. Nel 2017 entra a far parte del cast di Che Dio ci aiuti diretto da Francesco Vicario, dove veste il camice di un giovane cardiochirurgo. Nel 2018 esordisce nella serie TV Don Matteo, nei panni di Giovanni Santucci, fidanzato del capitano Anna Olivieri.
A marzo 2018 esce nelle sale Puoi baciare lo sposo, film di cui è protagonista insieme a Salvatore Esposito.
A settembre 2018 esordice nella miniserie televisiva La vita promessa, accanto a Luisa Ranieri e diretta da Ricky Tognazzi, interpretando un giovane ragazzo siciliano, Michele Carrizzo.
È parte del cast di Celebrity Hunted: Caccia all'uomo  (in coppia con Diana Del Bufalo), trasmissione prodotta da EndemolShine Italy e visibile su Amazon Prime Video a partire da marzo 2020.
Nel 2023 partecipa alla terza edizione di LoL - Chi ride è fuori, l'edizione italiana di un game show di Amazon Prime Video. Sempre su Prime Video, interpreta il ruolo di Edoardo nella serie tv Sono Lillo, candidata ai Nastri d'Argento 2023 nella cinquina Commedie, ruolo ripreso anche nella seconda stagione.
Nel 2025 è Antonio Ranieri nella miniserie rai Leopardi - Il poeta dell'infinito

## Filmografia

### Cinema
- La corsa, regia di Renzo Carbonera (2014)
- La vita oscena, regia di Renato De Maria (2014)
- Cenere, regia di Simone Petralia (2015)
- Parenthèse, regia di Bernard Tanguy (2016)
- Puoi baciare lo sposo, regia di Alessandro Genovesi (2018)
- Sotto il sole di Riccione, regia di YouNuts! (2020)
- Una famiglia mostruosa, regia di Volfango De Biasi (2021)
- Bla Bla Baby, regia di Fausto Brizzi (2022)
- La donna per me, regia di Marco Martani (2022)
- Per lanciarsi dalle stelle, regia di Andrea Jublin (2022)
- Io e mio fratello, regia di Luca Lucini (2023)
- Un matrimonio mostruoso, regia di Volfango De Biasi (2023)
- Le mie ragazze di carta, regia di Luca Lucini (2023)

### Televisione
- Anastasia Love Dance – serie TV, 12 episodi (2013-2014)
- Questo è il mio paese – miniserie TV (2015)
- Il paradiso delle signore – serie TV, 40 puntate (2015-2017)
- Provaci ancora prof! 6 – serie TV, episodio: 6x03 - In trappola (2015)
- Matrimoni e altre follie – serie TV (2016)
- Che Dio ci aiuti 4,5 – serie TV, 40 episodi (2017-2019)
- La vita promessa – serie TV, 4 episodi (2018)
- Don Matteo 11 – serie TV, 26 episodi (2018)
- Summertime 3 – serie TV, 8 episodi (2022)
- Una scomoda eredità, regia di Fabrizio Costa – film TV (2022)
- Sono Lillo, regia di Eros Puglielli – serie TV (2023-2024)
- Leopardi - Il poeta dell'infinito, regia di Sergio Rubini – miniserie TV (2025)

### Cortometraggi
- Entering Red, per la Campari, regia di Matteo Garrone (2019, non accreditato)
- La regina di cuori, regia di Thomas Turolo (2021)

### Web serie
- Still Frame (2012)

## Programmi televisivi
- Celebrity Hunted: Caccia all'uomo (Prime Video, 2020) – concorrente
- Alessandro Borghese - Celebrity Chef (TV8, 2022) – concorrente
- LOL - Chi ride è fuori (Prime Video, 2023) – concorrente

## Teatro
- Ciechi (2010)
- Molto rumore per nulla (2015)

## Opere
- Chiedimi la luna, HarperCollins, 2020, ISBN 9788830519794

## Videoclip
- Ritornerà di Antonino Spadaccino (2012)
- Tu sei lei di Luciano Ligabue (2013)
- Il mio vizio di Eman (2016)
- Non è detto di Laura Pausini (2018)
- Non avere paura di Tommaso Paradiso (2019)

## Riconoscimenti
- 2017: è uno dei 29 vincitori del Premio Kineo a Venezia.[8]
- 2018: Premio Charlot[9][10]